# Rainy
Rainy (ang. Rainy Lake, fr. lac à la Pluie) – jezioro na pograniczu kanadyjsko-amerykańskim, położone około 240 km na zachód od Jeziora Górnego.
Zajmuje powierzchnię 932 km², z czego 741 km² znajduje się na terytorium Kanady (prowincja Ontario), a 191 km² na terytorium Stanów Zjednoczonych (stan Minnesota). Jezioro położone jest na wysokości 338 m n.p.m. Linia brzegowa jeziora jest silnie rozwinięta. Na jeziorze znajduje się wiele wysp i wysepek.
Do jeziora wpada kilka rzek, które łączą ze sobą kilkadziesiąt mniejszych jezior położonych między Rainy i Jeziorem Górnym (m.in. Northern Light Lake, Kawnipi, Lac des Mille Lacs, La Croix, Vermilion). Z jeziora wypływa Rainy River (rivière à la Pluie), która stanowi na całej swojej długości granicę kanadyjsko-amerykańską. Rzeka ta, uchodząca do Jeziora Leśnego, stanowi jeden z cieków systemu rzecznego Nelson.
Brzegi jeziora zamieszkiwały plemiona Kri i Assiniboine. Pierwszym Europejczykiem, który tu dotarł, był w 1688 Jacques de Noyon. W pierwszej połowie XVIII wieku na zachodnim brzegu jeziora powstała osada handlowa na szlaku handlarzy futer. Później rozwijał się tutaj przemysł drzewny i papierniczy.
Najważniejsze miejscowości nad jeziorem Rainy to kanadyjskie miasto Fort Frances (8,3 tys. mieszk.) oraz amerykańskie International Falls (6,7 tys.), położone w miejscu, gdzie Rainy River wypływa z jeziora.
Południowa, amerykańska część jeziora Rainy objęta jest ochroną jako Park Narodowy Voyageurs.